# رباط نشیمنگاهی‌رانی
رباط ورکی رانی یا ایسکیوفمورال (به انگلیسی: Ischiofemoral ligament) یکی از رباط‌های مفصل ران بوده که در پشت (خلف) کپسول مفصلی ضخیم شده‌است. این رباط از ایسکیوم (از قسمت پشتی تحتانی استابولم) به سمت بالا و خارج در پشت گردن استخوان ران می‌پیچد، به طوریکه برخی از فیبرها با منطقه حلقوی  (فیبرهای حلقوی کپسول لیفی) ترکیب می‌شوند و فیبرهای دیگر به تروکانتر بزرگ  متصل می‌گردند.  رباط ورکی رانی در حرکات صاف شدن (اکستانسیون) و چرخش داخلی (اینترنال روتیشن) مفصل ران به طور محکم کشیده می‌شود. 